# Wilhelm Karl Baldinger
Wilhelm Karl Baldinger (* 30. November 1810 in Baden; † 13. Juli 1881 ebenda) war ein katholisch-konservativer Schweizer Politiker. Von 1852 bis 1866 vertrat er den Kanton Aargau im Nationalrat. Sein älterer Bruder Karl Ludwig Baldinger war ebenfalls Nationalrat.

## Biografie
Der Sohn des Richters Johann Ludwig Baldinger besuchte die Sekundarschule in Baden. 1826 zog er nach Aarau zu seinem zehn Jahre älteren Bruder Karl Ludwig. Dort absolvierte er die Kantonsschule. Seine Mittelschulbildung schloss er 1829 am Lyzeum in Luzern ab. In dieser Zeit trat er dem Schweizerischen Zofingerverein bei. Anschliessend studierte er Recht an den Universitäten Heidelberg und München. Ab 1832 führte er in Baden fast fünf Jahrzehnte lang eine Anwaltskanzlei, die über die Kantonsgrenzen hinaus einen tadellosen Ruf besass.
Baldingers politische Karriere begann 1837 mit der Wahl in den Aargauer Grossen Rat, dem er bis 1868 angehörte. In den Jahren 1854, 1858 und 1863 war er Grossratspräsident. Baldinger war eine Führungspersönlichkeit der gemässigten katholisch-konservativen Opposition und wurde auch von seinen liberalen Gegnern geachtet. 1841 vermittelte er im Aargauer Klosterstreit, zwei Jahre später vertrat er vor Gericht den ehemaligen Abt des aufgehobenen Klosters Muri. Zu einem Urteilsspruch kam es jedoch nicht, weil der Grosse Rat 1845 eine Amnestie verfügte.
Als Mitglied der städtischen Eisenbahnkommission war Baldinger an der Schweizerischen Nordbahn, der ersten Eisenbahnlinie der Schweiz, beteiligt. 1852 trat er die Nachfolge seines Bruders im Nationalrat an und gehörte diesem 14 Jahre lang an. Ab 1845 war er mit Maria Hermil verheiratet, ab 1865 mit Maria Bühler, der Tochter des Luzerner Nationalrates Josef Sigmund Bühler; beide Ehen blieben kinderlos. Den grössten Teil seines Vermögens vermachte er der Stadt Baden zum Bau eines Armenbades, einer Taubstummenanstalt und einer Turnhalle.